# Andrei Feldorean
Andrei Feldorean (* 13. April 2000 in Săcele) ist ein rumänischer Skispringer.

## Werdegang
Andrei Feldorean startete ab 2014 in internationalen Wettbewerben der Fédération Internationale de Ski, zunächst vorwiegend im FIS Cup, an dessen Wettbewerben er seitdem regelmäßig teilnahm. Am 3. Oktober 2020 erreichte er mit einem dritten Platz in Râșnov seine erste Podiumsplatzierung in dieser Wettbewerbsserie. Feldorean debütierte im Rahmen der Beskiden-Tour 2018 am 17. August 2018 in Szczyrk im Skisprung-Continental-Cup, wobei er den 51. Platz in diesem Wettbewerb von der Normalschanze belegte.
Bei den rumänischen Meisterschaften 2018 in Râșnov gewann Feldorean im Teamspringen mit Mihnea Spulber und Hunor Farkas die Goldmedaille. Er nahm an den Nordischen Junioren-Skiweltmeisterschaften 2020 in Oberwiesenthal teil, bei denen er im Einzelspringen von der Normalschanze den 50. und im Mixed-Team-Springen gemeinsam mit Delia Folea, Daniel Cacina und Andreea Diana Trâmbițaș den 13. Platz. Bei den rumänischen Meisterschaften 2020 wurde er mit Lorand Benedek und Mihnea Spulber erneut Meister im Team.
Er fuhr zu den Nordischen Skiweltmeisterschaften 2021 in Oberstdorf, wo er im Einzelspringen von der Normalschanze an der Qualifikation für den Wettbewerb scheiterte, in dem von der Großschanze den 45. und im Teamspringen der Männer gemeinsam mit Mihnea Spulber, Nicolae Sorin Mitrofan und Daniel Cacina den zwölften Platz erreichte. Ende März 2021 gewann er in Tschaikowski mit einem 19. sowie einem 21. Platz seine ersten Continental-Cup-Punkte, mit denen er Platz 74 im Gesamt-Continental-Cup 2020/21 erreichte.
Im Sommer 2021 gab er am 18. Juli im polnischen Wisła mit einem 45. Platz sein Debüt im Skisprung-Grand-Prix. Am 11. September 2021 erzielte er als 23. in Tschaikowski auch in dieser Wettbewerbsserie seine erste Punkteplatzierung. Im darauffolgenden Winter versuchte er sich regelmäßig an der Qualifikation für die Wettbewerbe der Weltcup-Saison 2021/22, die ihm zum ersten Mal gelang, als die Saison im russischen Nischni Tagil Station machte, wo er am 20. November 2021 seinen Einstand im Weltcup gab.
Andrei Feldorean wurde als einziger Skispringer neben Daniel Cacina für das rumänische Team bei den Olympischen Winterspielen 2022 in Zhangjiakou nominiert. Dort wurde er auf der Normalschanze 50., während er sich auf der Großschanze nicht für den Wettbewerb qualifizieren konnte.

## Statistik

### Grand-Prix-Platzierungen
| Saison | Platz | Punkte |
| ------ | ----- | ------ |
| 2021   | 075.  | 0008   |

### Continental-Cup-Platzierungen
| Saison  | Sommer | Sommer | Winter | Winter | Gesamt | Gesamt |
| Saison  | Platz  | Punkte | Platz  | Punkte | Platz  | Punkte |
| ------- | ------ | ------ | ------ | ------ | ------ | ------ |
| 2020/21 | —      | —      | 069.   | 0022   | 074.   | 0022   |